# Madaba (provins)
Madaba, formellt Muhafazat Madaba (arabiska: محافظة مادبا), är en av Jordaniens tolv provinser (muhafaza). Den administrativa huvudorten är Madaba. Provinsen gränsar mot provinserna al-Balqa, al-Karak och Huvudstadsprovinsen samt Döda havet. 
Provinsen hade 129 960 invånare år 2004, på en yta av 2 008 km². 

## Administrativ indelning
Provinsen är indelad i två distrikt (liwa):
- Dhiban
- Qasabat Madaba